# Remco Snippe
Remco Snippe (7 maart 1985) is een voormalig Nederlands voetballer die van 2003 tot 2005 onder contract stond bij FC Zwolle. Hij speelde als verdediger.

## Statistieken
| Seizoen | Club      | Land      | Competitie     | Wed. | Goals |
| ------- | --------- | --------- | -------------- | ---- | ----- |
| 2003/04 | FC Zwolle | Nederland | Eredivisie     | 1    | 0     |
| 2004/05 | FC Zwolle | Nederland | Eerste divisie | 2    | 0     |
| Totaal  | Totaal    | Totaal    | Totaal         | 3    | 0     |